# HAO2
HAO2 (англ. Hydroxyacid oxidase 2) – білок, який кодується однойменним геном, розташованим у людей на короткому плечі 1-ї хромосоми.  Довжина поліпептидного ланцюга білка становить 351 амінокислот, а молекулярна маса — 38 839.
| 10         |  | 20         |  | 30         |  | 40         |  | 50         |
| ---------- |  | ---------- |  | ---------- |  | ---------- |  | ---------- |
| MSLVCLTDFQ |  | AHAREQLSKS |  | TRDFIEGGAD |  | DSITRDDNIA |  | AFKRIRLRPR |
| YLRDVSEVDT |  | RTTIQGEEIS |  | APICIAPTGF |  | HCLVWPDGEM |  | STARAAQAAG |
| ICYITSTFAS |  | CSLEDIVIAA |  | PEGLRWFQLY |  | VHPDLQLNKQ |  | LIQRVESLGF |
| KALVITLDTP |  | VCGNRRHDIR |  | NQLRRNLTLT |  | DLQSPKKGNA |  | IPYFQMTPIS |
| TSLCWNDLSW |  | FQSITRLPII |  | LKGILTKEDA |  | ELAVKHNVQG |  | IIVSNHGGRQ |
| LDEVLASIDA |  | LTEVVAAVKG |  | KIEVYLDGGV |  | RTGNDVLKAL |  | ALGAKCIFLG |
| RPILWGLACK |  | GEHGVKEVLN |  | ILTNEFHTSM |  | ALTGCRSVAE |  | INRNLVQFSR |
| L          |  |            |  |            |  |            |  |            |

A: Аланін

C: Цистеїн

D: Аспарагінова кислота

E: Глутамінова кислота

F: Фенілаланін

G: Гліцин

H: Гістидин

I: Ізолейцин

K: Лізин

L: Лейцин

M: Метіонін

N: Аспарагін

P: Пролін

Q: Глутамін

R: Аргінін

S: Серин

T: Треонін

V: Валін

W: Триптофан

Кодований геном білок за функціями належить до оксидоредуктаз, фосфопротеїнів. 
Задіяний у таких біологічних процесах як поліморфізм, альтернативний сплайсинг. 
Білок має сайт для зв'язування з флавопротеїном. 
Локалізований у пероксисомах.